# Telegrafist

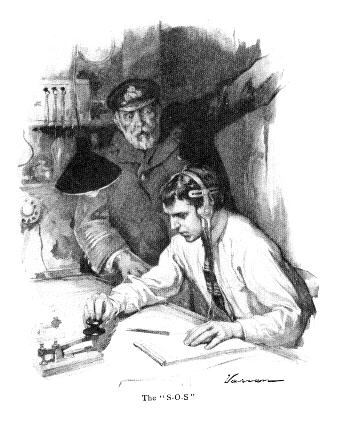
Een telegrafist

Een telegrafist is iemand die met behulp van een elektrische telegraaf berichten zendt en ontvangt. Deze berichten worden doorgaans telegrammen genoemd. Omdat de berichten veelal in morsecode werden verstuurd, moest de telegrafist in staat zijn deze code snel te gebruiken om tekst in code om te zetten en code weer naar tekst te "vertalen". Het coderen van de tekst gebeurde meestal met een seinsleutel, het decoderen door de elektrische impulsen in korte en lange geluidssignalen om te zetten, die meestal via een hoofdtelefoon werden beluisterd. De telegrafist zette deze piepjes dan weer om in letters. Een goede telegrafist kon op deze manier twintig tot veertig woorden per minuut verzenden of ontvangen.
Als het seinen niet over een vaste lijn maar over de radio gebeurde (draadloze of radiotelegrafie), sprak men wel van marconist, met name aan boord van schepen waar hij ook wel "draad", "vonk" of "vonkenboer" werd genoemd.